# William A. Dembski
William Albert "Bill" Dembski (ur. 18 lipca 1960 w Chicago) – amerykański matematyk, filozof, teolog ewangelikalny, zwolennik koncepcji inteligentnego projektu.

## Życiorys
W 1998 r. opublikował w Cambridge University Press w serii Studies in Probability, Induction, and Decision Theory monografię "The Design Inference: Eliminating Chance through Small Probabilities", w której opisał probabilistyczne metody detekcji projektu. W tym samym roku wydał książkę "Mere Creation" (Downer's Grove, Illinois: InterVarsity Press). Jest autorem i współautorem książek omawiających zagadnienie teorii projektu i krytykujących neodarwinizm, m.in. pracy "No Free Lunch: Why Specified Complexity Cannot Be Purchased without Intelligence" (Lanham, Md.: Rowman & Littlefield, 2002). 

Rozwija w nich swoje rozumienie pojęcia ukierunkowana złożoność, proponuje "prawo zachowania informacji" i inne koncepcje, które wśród zwolenników zyskały mu miano "Newtona teorii informacji". Zostały one skrytykowane przez matematyków i teoretyków informacji, nie wchodząc do obiegu naukowego.
Opowiadał się za "vise strategy" (strategią kleszczy) – domagając się przesłuchiwania ewolucjonistów pod przysięgą, sugerując, że wówczas dałoby uzyskać się przyznanie, że ich teoria ma skrywane luki. Powołany na świadka w procesie w Dover (2005) dotyczącym nauczania koncepcji inteligentnego projektu, wycofał się z udziału w procesie, odmawiając złożenia zeznań pod przysięgą.